# Інфініті Надо
Інфініті Надо (англ. Infinity Nado) — Китайський дитячий анімаційний телевізійний серіал, створений режисерами та продюсерами Liu Man, Zeng Hui Ming, Cao Lu Lu на студії Alpha Group Co., Ltd. Вперше з'явився на екрані 3 вересня 2015 року. В Україні мультсеріал стартував в травні 2018 року на каналі Плюс-Плюс. Одна серія тривалістью 24 хв. Всього 40 серій 
Жанр: Аніме, Фантастика, пригоди.

## Сюжет
Це історія таємничого явища. Несподівано десь на планеті Земля падає гігантська вежа і 20 гравців Інфініті Надо опиняються тут. Після спуску гравці зібралися разом, щоб утворити місто Інфініті Надо.  Завдяки своїм особливим потужним навичкам та силі Надо, вони сформували збалансовану, наступально-оборонну і наполегливу команду обраних. Після небезпечних і цікавих пригод, героїчна четвірка нарешті наближається до башти Інфініті Надо, щоб кинути виклик провідним гравцям. По дорозі їм вдається викрити темний план іншого гравця-злодія, який хотів реформувати планету Земля і знищити людство. Для справедливості та миру Джин, Дон, Девіс і Сесілья входять у центр башти, щоб зупинити своє обертання і врешті-решт перемогти злодіїв Інфініті Надо

### Всі герої

#### Джин
Головний герой мультсеріалу, хлопець з синім волоссям, який володіє дзигою Небесний Вихор. Завданням Джина є порятунок світу, адже його стихія - Повітря.
- Дублює Арсен Шавлюк

#### Дон
Друг Джина, який володіє дзигою Вогняний Клинок. Дон сильний і відважний, у нього волосся жовтого кольору. Його стихія - вогонь.
- Дублює Андрій Федінчик

#### Девіс
Ще один друг Джина. Волосся Девіса має чорний колір, а його стихія - земля. Девіс вправно володіє своєю дзигою - Сліпучим Щитом.
- Дублює Юрій Кудрявець

#### Сесилія
Подруга Джина, найкраща гравчиня Інфініті Надо. У Сесилії біле волосся, а її стихія - вода. У Сесилії також є дзига, яка називається Іскристий Метелик. Вона донька Ареса Світу.
- Дублює Анастасія Зіновенко

#### Крадій Примара Додд (Пандора)
Друг (У дубляжі - подруга) Джина, який допомагав їм у їх пригодах. У 3 сезоні він зник, щоб не наражати друзів на небезпеку, але з'являвся, як Крадій Примара Додд, допоки його особистість не була розкрита. Його дзига - Громовий Скакун.
- Дублює  Катерина Буцька

#### Біл
Голова Королівської трупи або трійці зловмисників, які мріють захопити усі дзиги світу. Його дзига - Бойовий Ведмідь.
- Дублює Андрій Альохін

#### Кіл
Член Королівської трупи. Його дзига - Сталевий Ведмідь.
- Дублює  Олександр Погребняк

#### Лін
Дівчина з Королівської трупи. Її дзига - Прудка Панда.
- Дублює Катерина Брайковська

#### Арес Підлості
Один із Аресів, який  був визнаний в вигнання, через те, що не підкорювався наказам. Арес Підлості хоче захопити  світ за допомогою своєї дзиґи - Пекельного Привида.

## Епізоди
| Серія | Дата виходу в Україні | Назва                          | Опис серій мультсеріалу Інфініті Надо! |
| ----- | --------------------- | ------------------------------ | --- |
| 1     | 16 квітня 2018        | Пробудження Надо.              | Головний герой - хлопець на ім'я Джин потрапляє до коловороту міста мрій кожного гравця надо. Разом з ним на Землю потрапляють сили чотирьох стихій. У Коловороті Джин зустрічє гравців Ілая, королівську трійцю Біла, Кіла та Ліл. Також він зустрічає свого давнього друга Дона. |
| 2     | 17 квітня 2018        | Возз'єднання друзів            | Джин і Дон зустрічають Сесилію та Девіса, які нічого не пам'ятають. Вони пробуджують спогади ставши до запеклого бою. До гравців надо повертається пам'ять і четвірка гравців надо возз'єднуються. |
| 3     | 18 квітня 2018        | Дослідження Дзиг               | Щоб розібратися в структурі отриманих дзиг Джин разом з друзями знаходить експерта з надо доктора Льюїса. Однак через появу Біла та його банди життя друзів опиняється у небеспеці. Блейдери влаштовують бій. У цій битві Джин перемагає Біла, чим рятує усіх. Доктор Льюїс повідомляє про зникнення дзиги Громовий скакун, якого вкрав крадій примара Дод. |
| 4     |                       | Крадій Примара Дод             | Горе ватага Біл, Кіл та Лін як завжди замислюють щось лихе. Але цього разу їх чекає гарний відпір від четвірки Інфініті надо. |
| 5     |                       | Тест на взаєморозуміння        | Друзі дізнаються від доктора Льюїса про жахливу природу Пекельного привида і про те, як з ним пов'язані їхні дзиги. Щоб з'ясувати таємниці свого минулого вони вирушають на місце приземлення привида. |
| 6     |                       | Королівська Трупа              | Друзі знову стикаються з королівською трупою. Але вони не знають, що їм допомагає таємничий Джек, який озброює зловмисників таємничими дзигами невідомого походження. У бою між небесним вихором та Бойовим ведмедем перемагає Вихор. |
| 7     |                       | Змагання на канатах            | Друзі зустрічають одного з найкращих гравців Інфініті надо пілота Мака. Його дирижабль привертає увагу королівської трупи. Міс Сесилія перемагає Кіла за допомогою вістря, який створює доктор Льюїс. Це вістря для ходіння по канату. |
| 8     |                       | Змагання з ультраприскорення   | Друзі продовжують пошуки Пекельного привида. Тим часом паралельно з чемпіонатом розгортається нова сутичка між королівською трупою і крадієм примарою Додом. При спробі відбити Громового скакуна трійця отримує поразку. |
| 9     |                       | Перша битва з великою зіркою   | Щоб дізнатися правду про Пекельного привида друзям доведеться випробувати свої сили проти Мака - одного з найкращих гравців Інфініті надо. У битві Джин і Мак грають у нічию, але Мак так і не відкриває правди. Четвірка у складі Джина, Дона, Девіса та Сесилії вирушають на чемпіонат разом з Маком. В подарунок від доктора Льюїса гравці Надо отримують вістря. |
| 10    |                       | Битва за дирижабль             | Несподівана турбулентність загрожує польоту друзів, адже вони не знають, що у них на борту є небеспечний вантаж королівська трупа. Невгамовна трійця намагається захопити дирижабль, доля якого опиняється у руках Дона і Лін. Вогняний клинок перемагає Прудку панду, а королівська трупа залишається за бортом. |
| 11    |                       | Союз брата і сестри            | У пошуках Пекельного привида друзям доведеться зустрітися одразу з двома представниками команди Дев'яти зірок - брата і сестру Карла та Рейчел. Джину не вдається перемогти цей дует, адже їх блейди можуть об"єднуватися у одну велику дзигу Базальтова лисиця. Таємниця Пекельного привида лишається нерозкритою. |
| 12    |                       | Битва за куховарство           | Готуючись до чергового турніру друзі випадково потрапляють на кухню до Карла. Урок куховарства закінчується битвою Карла і Дона, в якій перемагає Карл. |
| 13    |                       | Незгода брата і сестри         | Герої намагаються взяти реванш у Рейчел і Карла. Друзі підготували нову стратегію: в бій вступає Девіс, якому вдається перемогти брата і сестру за допомогою Іскристого метелика та Вогняного клинка. Девіс наділив Сліпучий щит силою цих блейдів. |
| 14    |                       | Облога поїзда                  | Трійця зловмисників знову з"являється на шляху друзів, які продовжують свою подорож поїздом. Рятувати життя друзів, а разом з тим розбиратися в своїх уявленнях про дружбу і обов"язок доводиться Девісу. Сліпучий щит вступає в бій з Бойовим ведмедем, Сталевим ведмедем та Прудкою пандою і перемагає кожного з них, звільняючи поїзд та заручників. Друзі потрапляють до столиці Водоверті. |
| 15    |                       | Магічна рапсодія блазня        | Візит до водоверті перериває поява неочікуваного суперника - детектива Шека, який переплутав четвірку Інфініті надо з королівською трупою. Джек зустрічає крадія Дода і перемагає його у бою за допомогою заглушки Пекельного привида. |
| 16    |                       | Древня сила                    | Четвірка Інфініті надо знайомиться з Гудсоном - директором музею. Крадій примара Дод намагається викрасти старовинну дзигу з музею. Джин допомагає втекти Доду, через що Шек і його Юрська акула викликають на бій Джина і його Небесний вихор. Надпотужна Юрська акула перемагає. Тим часом Дод забирає силу духу древньої дзиги за допомогою Громового скакуна. |
| 17    |                       | Контратака Дода                | З оновленою дзигою крадій примара Дод знову намагається перемогти Джека. У цьому йому допомагає Джин, який довіряє Доду. Джин наділяє Громовий скакун своєю силою духу. Після бою Джину починає здаватися, що він десь вже зустрічав Дода раніше. Крадій примара Дод виявляється Пандорою, давньою знайомою гравців Інфініті надо. Але це поки що лишається таємницею для друзів. |
| 18    |                       | Поєднання мудростей            | Намагаючись дізнатися хоч якусь інформацію про Пекельного привида друзі вступають у черговий поєдинок з гравцями Дев'яти зірок. Щоб мати хоч якісь шанси на перемогу Джину треба оволодіти технікою битви збірними дзигами. Джин перемагає у битві. Власник Пекельного привида і далі невідоми, але коло підозрюваних звужується. |
| 19    |                       | Моторошна битва блейдів        | Джин і його друзі продовжують свої пошуки. Негода змушує четвірку заночувати у незнайомому будинку, де на Дона і Сесилію чекають нові пригоди, у яких потрібно виявити винахідливість та краще пізнати один одного. |
| 20    |                       | Відлуння мелодії               | Друзі вирушають до Нокса, де зустрічають скрипаля Івета та його сестру Сюзен. Спочатку Небесний вихор б"ється з Нічною совою, якій приходить на допомогу Разюча горгона. Дві дзиги з'єднуються у Нічну горгону і перемагають Небесного вихора. |
| 21    |                       | Приховані шрами                | Сюзен розповідає друзям про стан Івета та його бажання оволодіти Пекельним привидом. Битва з Доном змушує Івета показати усе, на що він здатен і задуматися над тим, для чого він живе. Брату та сестрі не вистачає сили духа для перемоги. |
| 22    |                       | Шукач пригод у вежі Тобіна     | Через любов до авантюр Дон потрапляє на підпільний бій із загадковим Джетом, від якого шаленіє публіка. Джет непереможний і сильний, який нехтує правилами надо. На допомогу Дону приходить Джин. Він використовує особливе вістря доктора Льюїса і перемагає Джета. Гравця Дев"яти зірок переслідують спогади. |
| 23    |                       | Возз'єднання друзів            | Пошуки Пекельного привида приводять гравців Надо до металевого міста і члена Дев'яти зірок винахідника Нобе. Виявляється, що Нобе і Мак мають давні рахунки, які вони вирішують звести за допомогою блейдів. У бій з Нобе вирушає і Сесилія, яка отримує у подарунок медальйон Джина. |
| 24    |                       | Самотня дзига                  | У поєдинку з чинним чемпіоном і засновником Дев'яти зірок винахідником Нобе проявляється небачена сила духу гравців. Незважаючи на те, що Нобе використовує надзвичані прийоми викривлення простору, міс Сесилія перемагає винахідника. Друзі з"ясовують у чиїх руках опинилася заглушка від Пекельного привида. Цим гравцем виявляється Джет. |
| 25    |                       | Володар Темряви                | Джет забрав заглушку Пекельного привида і друзі вирушають на його пошуки. Пекельний привид отримує владу над Джетом. Відбувається бій між Бойовим буддою та Примарною акулою, якими керує Джет та Мак. На допомогу Маку з"являється Джин і його Небесний вихор. |
| 26    |                       | Усе таємне стає явним          | Під час бою між Джином та Джетом друзі дізнаються про те, що Пекельним привидом керує доктор Льюїс, який насправді є Аресом Стриманості. Увесь цей час Арес стриманості маніпулював гравцями Надо. А Джет увесь цей час намагався подолати Пекельний привид. Небесний вихор перемагає Бойового будду, тим самим звільняючи Джет від впливу злих сил. |
| 27    |                       | Особистість Дода розкрито      | Замість Бойового Будди заглушка Пекельного привида обирає дзигу Джина Небесний вихор. Джин лишається без дзиги. Друзі дізнаються історію про те, що Арес Стриманості звільнився з полону у далекому вимірі, де знайшов дуже потужного духа Пекельного привида. Щоб знайти йому гарного носія Арес подорожував паралельними світами, але в жодному з них він не знайшов такої дзиги. Тоді Арес згадав про Небесний вихор, який тепер буде використаний як носій. Друзі нарешті дізнаються, ким насправді є крадій примара Дод. |
| 28    |                       | Повернення в минуле            | Друзі Джина та команда Дев"ть зірок збираються у Коловороті, щоб вирішити, як їм подолати Пекельного привида та Ареса Стриманості. У цей час Джин зважується на відчайдушний крок: він потрапляє у минуле для того, щоб змінити хід історії. |
| 29    |                       | Спалахуючі зорі надо           | Джин знайомиться з молодими Дев'ятьмя зірками. Спілкувння з майбутніми суперниками пропонує Джину новий погляд на команду та розкриває таємниці їх надпотужної сили. |
| 30    |                       | Суперечка Джета і Мака         | Джин намагається передати філософію надо молодій команді Дев'ять зірок, щоб примирити Мака і Джета і таким чином запобігти появі Пекельного привида. |
| 31    |                       | Битва за майбутнє              | Нобе розповідає Дев'ятьом зіркам про небеспеку, яку несе Пекельний привид. Для того, щоб запобігти трагедії, потрібно надіслати усі дзиги у їхні виміри. На заваді стає Арес Стриманості, який вступає в битву з гравцями Надо. Джет та Мак перемагають Ареса. Команда Дев'яти зірок відправила свої дзиги у інший вимір, що дало можливість змінити минуле. Небесний вихор знову повернувся до Джина. Нобе вирішує переміститися у майбутнє, щоб розповісти всю правду друзям Джина.                                         |
| 32    |                       | Зникнення Джина                | Джин змінив минуле і тепер пам'ять про нього потроху зникає. Ще трохи і про нього всі забудуть, наче Джина ніколи і не було. Щоб урятувати його друзі вирішують піти на неймовірний ризик: за допомогою духів Надо створити прохід між вимірами, щоб повернути Джина у свій світ. Але друзі не зустрічають Джина. Натомість їх перехоплює Арес Стриманості. |
| 33    |                       | Портал в інший вимір           | Джин повертається і виявляє, що його друзі зникли, намагаючись його врятувати. Для того, щоб знову їх побачити, Джину прийдеться знову вийти на двобій з Білом з Королівської трупи. Цей бій дозволяє відкрити портал в інший вимір. Через нього Джин вирушає у пошуки. |
| 34    |                       | Загублені в парку розваг       | Джин потрапляє у парк атракціонів, де зустрічає ув'язнену Пандору. Творцем цієї реальності виявляється Джек. Єдиний спосіб утекти звідси - це перемогти клоуна. Джек програє Джину. Клоуна захоплює Арес Справедливості. Разом з ним Джин і Пандора відправляються на Грозову вежу. |
| 35    |                       | Битва метеоритів               | Арес Стриманості наважується на пасти на домівку Аресів Грозову вежу. Для цього він шантажує лідера Аресів Ареса Світу. Здійсненню його планів може завадити лише Джин. Небесний вихор вступає в бій з Пекельним привидом але програє йому. |
| 36    |                       | Битва механічних планет        | Ув'язнений і одному з вимірів, Дон стає у бій із Пекельний привидом. Сила дружби робить своє діло і Вогняний клинок Дона стає набагато сильнішим, що допомагає йому перемогти і звільнити Дона з полону. |
| 37    |                       | Битва під водою                | Ув'язнений і одному з вимірів, Девіс стає у бій із Пекельний привидом. Сила дружби робить своє діло і Сліпучий щит Девіса стає набагато сильнішим, що допомагає йому перемогти і звільнити Девіса з полону. |
| 38    |                       | Битва в вогняному вимірі       | Сесилія знаходить в полоні у ареса Стриманості. Вони вступають у запеклий бій, у якому також перемагає Сесилія. |
| 39    |                       | Заключна битва в іншому вимірі | Арес Стриманості нарешті зібрав Пекельного привида і Джину доведеться вийти з ним на вирішальний двобій. Друзі Джина знаходять зниклого Нобе і забирають його з собою. Сила дружби робить своє діло і Небесний вихор знаходить надзвичайну силу. |
| 40    |                       | Нова подорож                   | Протистояння Ареса Стриманості і Джина закінчується премогою Джина, адже сила духу Джина у його дружбі з іншими гравцями Надо. На Ареса Стриманості чекає покарання. Команда Дев'ять зірок знову збираються разом, а друзі Пандора, Девіс, Джин, Дон і Сесилія вирушають у нову подорож. |